# Rodès
Rodès (kat.: Rodés) – miejscowość i gmina we Francji, w regionie Oksytania, w departamencie Pireneje Wschodnie.
Według danych na rok 1990 gminę zamieszkiwało 407 osób, a gęstość zaludnienia wynosiła 22 osoby/km² (wśród 1545 gmin Langwedocji-Roussillon Rodès plasuje się na 560. miejscu pod względem liczby ludności, natomiast pod względem powierzchni na miejscu 417.). 

## Zabytki
Zabytki na terenie gminy posiadające status monument historique:
- kościół Notre-Dame de Domanova (Église Notre-Dame de Domanova)
- akwedukt En Labau (Pont aqueduc d'en Labau) – na granicy z gminami Bouleternère i Ille-sur-Têt

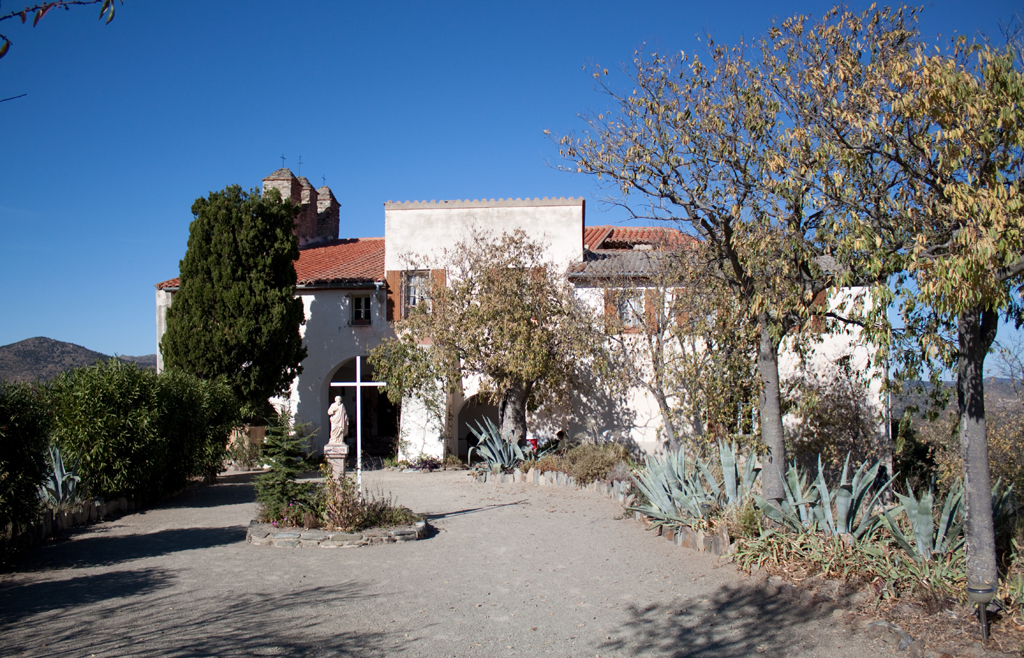
Kościół Notre-Dame de Domanova (2009)
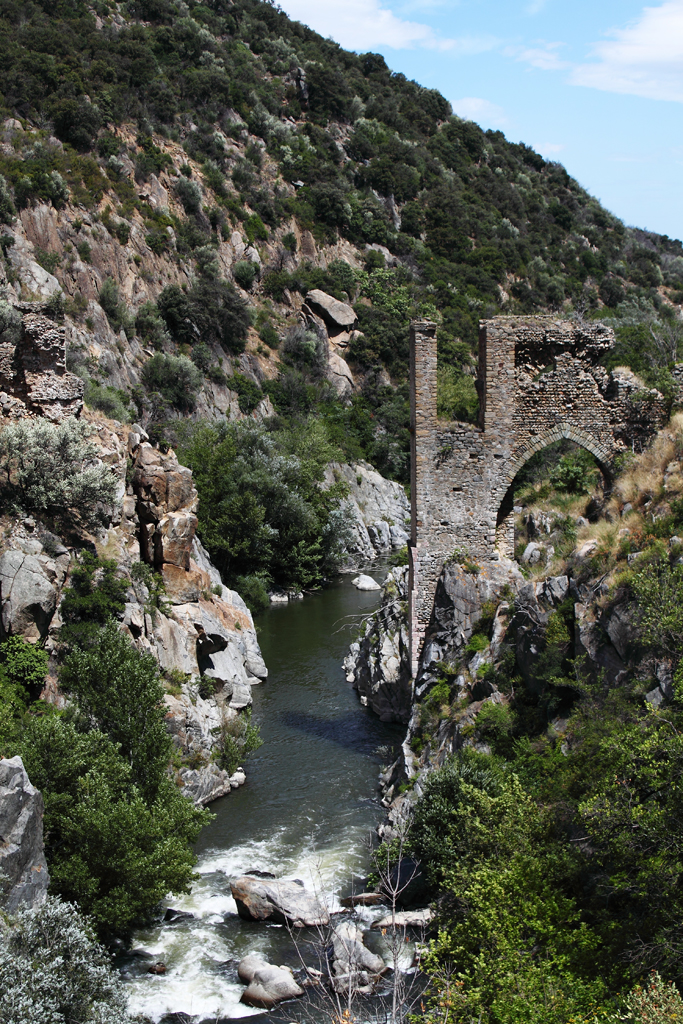
Akwedukt En Labau (2010)

## Populacja

Populacja Rodès w latach 1962–2008